# Biskupi stanisławowscy (iwanofrankowscy)
Biskupi stanisławowscy (iwanofrankowscy) obrządku greckokatolickiego

## Biskupi ordynariusze
- 1885–1891 Julian Pełesz
- 1891–1899 Julian Kuiłowski
- 1899–1900 Andrzej  Szeptycki
- 1901–1904 Wasyl Facijewycz (administrator eparchii)
- 1904–1947 błogosławiony Grzegorz Chomyszyn
- 1945–1973  błogosławiony Iwan Słeziuk (biskup koadiutor)
- 1991–1997 Sofron Dmyterko
- 1997–2005 Sofron Mudry (koadiutor w latach 1996–1997)
- 2005–2011 Wołodymyr Wijtyszyn

## Arcybiskupi metropolici
- od 2011 Wołodymyr Wijtyszyn

## Biskupi pomocniczy
- 1929–1959 Iwan Łatyszewśkyj
- 1945–1965 Hrehoryj Bałahurak
- 1989–2000 Irynej Biłyk
- 1991–1993 Pawło Wasyłyk
- od 2014 Josafat Moszczycz